# Hopfentrocknung
Hopfentrocknung bezeichnet den Vorgang zum Trocknen der Hopfenblüte, um den Hopfen beim Bierbrauen verwenden zu können. Damit man eine sehr gute Qualität des Hopfens erhält, wird bei der Hopfentrocknung der ideale Entleerzeitpunkt des Schubers mithilfe des elektrischen Messverfahrens Draht im Schuber ermittelt.

## Messmöglichkeiten in der Hordendarre

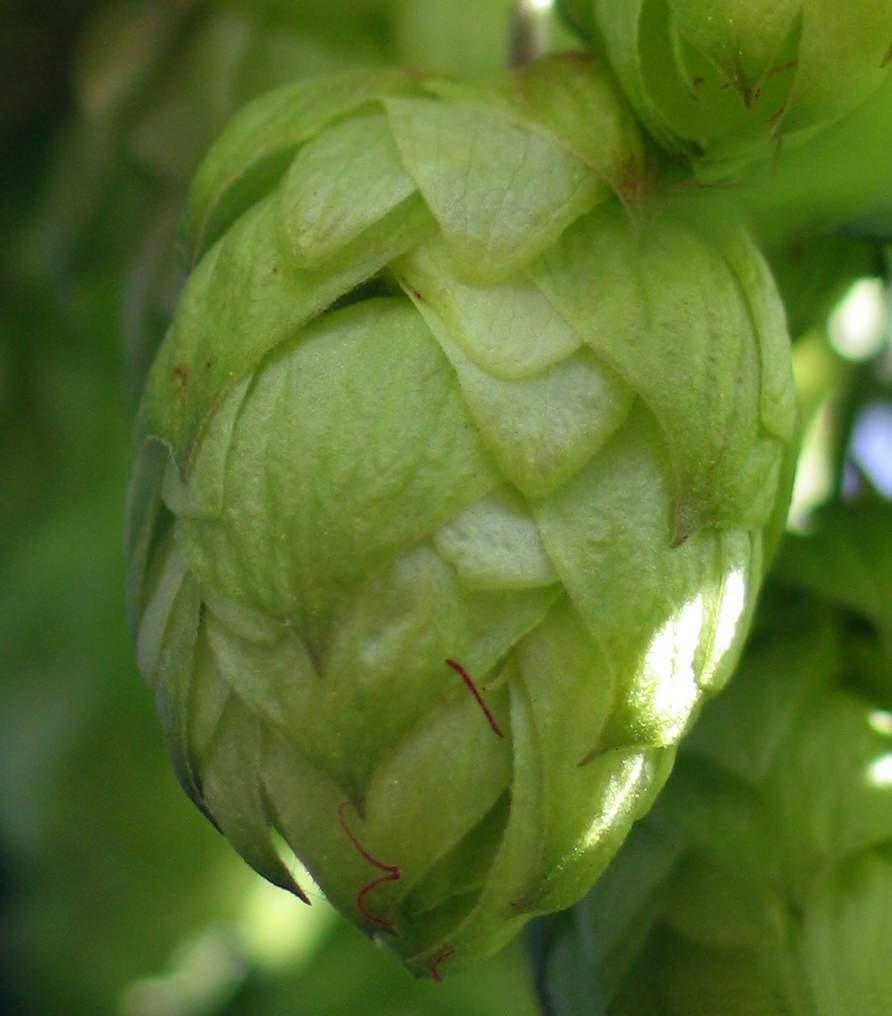
Hopfenblüte

Die Trocknung von Hopfen ist höchst aufwendig und empfindlich. Vor jedem einzelnen Schritt in der Hopfentrocknung muss der optimale Zeitpunkt zum Kippen des Hopfens in die nächste Horde mithilfe von Messverfahren ermittelt werden. Wird der Hopfen zu früh, d. h. in zu feuchtem Zustand, aus der Aufschütthorde in die Mittelhorde gekippt, ist Nesterbildung die Folge. Die Nesterbildung entsteht aufgrund des erhöhten Luftwiderstands in den Hopfenschichten. Die Folge ist eine ungleichmäßige Trocknung des Hopfens und verlängerte Trocknungsdauer. Mit jeder weiteren Schüttung verschlimmert sich das Problem.
Um eine gleichmäßige Trocknung des Hopfens zu erreichen und Nesterbildung zu vermindern, sollte der Hopfen in der Aufschütthorde von Hand oder mithilfe eines Rührwerks aufgerührt werden.

## Trocknungsdauer
Die ideale Trocknungsdauer von Hopfen in der Aufschütthorde ist abhängig von
- der Witterung,
- der Schütthöhe,
- der Sorte,
- dem Standort und
- dem Reifezustand des Hopfens.

## Kippzeitpunkt
Um den idealen Kippzeitpunkt zu ermitteln, wird die relative Luftfeuchte der Darrabluft mithilfe eines analogen oder digitalen Hygrometers bestimmt. Der ideale Kippzeitpunkt der Darre liegt meist zwischen 50 und 60 % der relativen Darrabluftfeuchte.

## Gefahr der Übertrocknung
Frisch aus der Darre liegt der optimale Wassergehalt des Hopfens bei 8–10 %. Jedoch lässt sich Hopfen auch bei optimaler Trocknungstemperatur sehr schnell unbeabsichtigt übertrocknen. Die Trocknungsdauer spielt eine ebenso wichtige Rolle für die Hopfentrocknung.
Wegen schnell wechselnden Strömungsverhältnissen der Trocknungsluft kommt es zu Temperaturunterschieden im Auszugsschuber. Deshalb kann der Wassergehalt des Hopfens dort nicht über Messungen der Temperatur und der relativen Luftfeuchte ermittelt werden. Eine ausführbare Messmethode dafür ist der sogenannte Draht im Schuber.

## Aufbau des Draht im Schuber

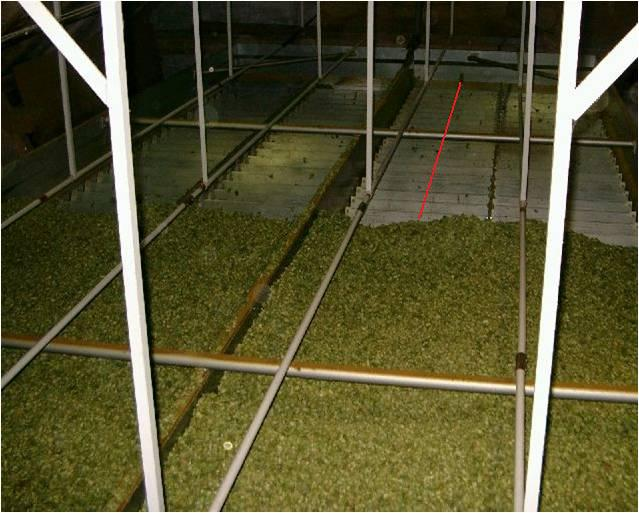
Feuchtigkeitsmessung mit Draht im Schuber

Das System wurde von Georg Sterler entwickelt und lange unter dem Firmennamen GST-electronic und seit 2016 unter Tec-IN GmbH vertrieben. Im Schuber wird ein Messdraht gespannt, an den ein elektrisches Signal angelegt wird. Dabei wird die Kapazitätsänderung und die Widerstandsänderung des trocknenden Hopfen im Drahtstreubereich gemessen, wozu eine ausreichende Hopfenmenge um den Draht herum benötigt wird. Während der Trocknung ändert sich der Wassergehalt um den Draht und dies führt zu einer Veränderung des elektrischen Signals. Die Abnahme wird dann mittels einer Kurve oder eines Wertes an einer Digitalanzeige oder einem PC-Bildschirm angezeigt. So kann der ideale Entleerzeitpunkt für jede Hopfensorte bestimmt werden.
Da der Messwert geringfügig von der Trocknungstemperatur beeinflusst wird, sollte die Temperatur möglichst konstant gehalten werden. Seit 2017 gibt es auch eine Temperaturkompensation für die Anlage, sodass es keine Abhängigkeit von der Temperatur mehr gibt.